# Romagnano al Monte
Romagnano al Monte – miejscowość i gmina we Włoszech, w regionie Kampania, w prowincji Salerno.
Według danych na rok 2004 gminę zamieszkiwało 415 osób, 46,1 os./km².

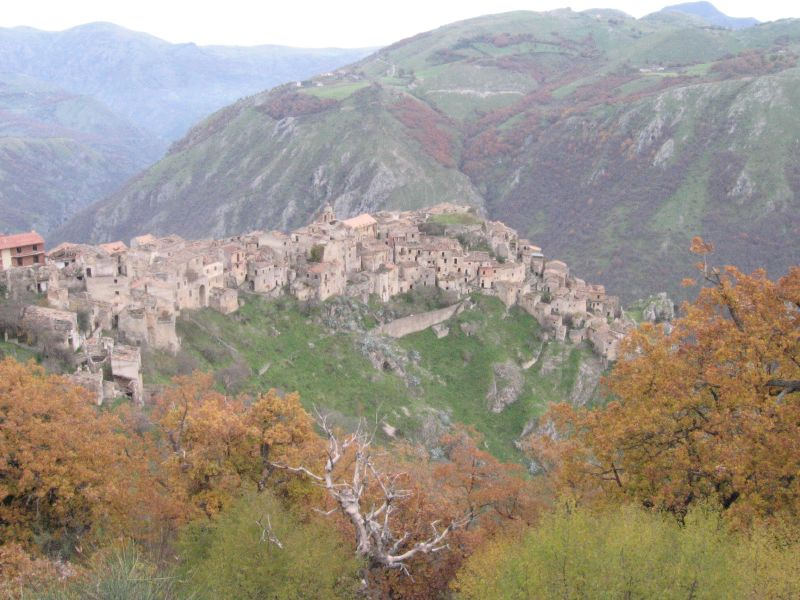
Opuszczona stara część miejscowości